# Trachyandra arenicola
Trachyandra arenicola là một loài thực vật có hoa trong họ Thích diệp thụ. Loài này được J.C.Manning & Goldblatt mô tả khoa học đầu tiên năm 2007.